# 제3대 달라이 라마

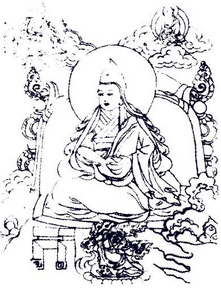
제 3대 달라이 라마

쇠남갸초(티베트어: བསོད་ནམས་རྒྱ་མཚོ bsod nams rgya mtsho, 한자명 索南嘉措, 鎖南堅措, 1543년 ~ 1588년)는 제3대 달라이 라마로, 최초로 '달라이 라마'라는 칭호를 사용한 인물이다. 제1대 달라이 라마, 제2대 달라이 라마는 쇠남갸초가 훗날에 추존하여 달라이 라마의 칭호로 불리게 된 것이다.
1543년에 티베트 라싸 부근에서 태어났으며, 전대 달라이 라마의 환생자로 지목되어 드레풍 사원에서 왕위에 올랐다. 명망높은 스님에 의해 제왕 교육을 받은 후, 드레풍 사원의 주지가 되었으며 그의 명성은 티베트 전역으로 빠르게 퍼져나갔다. 티베트 지역의 한 소국의 왕이 세상을 떠나자, 쇠남갸초가 직접 장례식을 주재했을 정도로 달라이 라마의 지위가 그의 시대에 높아졌고, 1570년대에는 티베트 전역에 달라이 라마의 통치권을 행사하였다.

## 달라이 라마
쇠남갸초는 최초로 '달라이 라마'라는 칭호를 사용한 인물이다. 달라이 라마라는 칭호는 1578년 몽골의 알탄 칸이 티베트의 지도자들에게 내려준 이름이다.
중국이 칭기즈 칸의 통치를 받게 되고, 중화 지역들의 왕들이 모두 칭기즈 칸의 친족들만 오를 수 있게 되었다. 하지만 당시 티베트에 영향력을 행사하고 있던 알탄 칸은 칭기즈 칸의 핏줄이 아니었기 때문에 그의 권력에 불안감을 느끼게 되었다. 이에 알탄 칸은 그가 쿠빌라이 칸의 환생자임을 주장하며, 당시 티베트에 큰 영향을 끼치고 있던 불교의 수장인 쇠남갸초를 불러 이와 같은 불교적 논리를 확고히 하려했다. 쇠남갸초는 알탄 칸의 초청을 받아 그의 영토에서 사람들을 가르쳤고, 알탄 칸을 쿠빌라이의 환생자임을 인정해주었다. 대신 알탄 칸은 쇠남갸초에게 '달라이 라마'라는 칭호를 내렸고, 2명의 전임자들에게도 이 칭호를 추존하였다.

## 몽골의 개종
쇠남갸초는 매우 정치적 감각이 뛰어난 인물이었고, 그의 영향력을 더욱 확대시키기 위해 강력한 후원자를 필요로 했다. 그는 그 후원자를 몽골의 알탄 칸으로 정했다.
알탄 칸은 1569년에 쇠남갸초를 몽골로 초빙했으나, 쇠남갸초는 신변의 안전을 이유로 거절, 대신 고위급 사제를 보냈다. 하지만 칸은 그의 방문이 몽골에 티베트 불교를 전파할 기회라며 설득하였고, 무력과 회유를 동시에 하며 쇠남갸초를 설득하려 노력하였다.
알탄 칸은 1571년에 다시 한번 쇠남갸초를 몽골로 초대했다. 주변에서는 말렸으나, 결국 쇠남갸초는 몽골로 향하게 되었고 융숭한 대접을 받으며 칸의 궁전까지 행하였다. 칸의 궁전에서 쇠남갸초는 1만 명의 군중들에게 환영받았고, 그 중에는 불교에 귀화했다는 의미로 순백의 옷을 차려입은 알탄 칸 본인도 포함되어 있었다. 알탄 칸은 쇠남갸초를 만난 후, 그에게 달라이 라마의 칭호를 수여하였다. 알탄 칸은 몽골에 첫 불교 사원을 지었고, 적극적인 포교 정책을 펼쳐 50년이 지나자 대부분의 몽골인들은 불교 신자가 되어 있었고, 1만명에 달하는 스님들이 생겨났다. 이들은 모두 티베트 불교의 겔룩파 신자였으며, 달라이 라마에 대한 절대적인 존경심을 품고 있었다.
쇠남갸초는 몽골인들에게 불교를 전파하며, 살생을 금하고 옛 신들의 조각을 파괴하도록 하였고, 또한 살아있는 아내를 남편의 장례식과 함께 죽이는 관습을 금지하였다. 그는 또한몽골 전통의 피를 사용한 의식들을 성토하며 이를 금했고, 이와 같은 정책들은 알탄 칸의 적극적인 지지 하에 이루어졌다.
몽골과의 이와 같은 협력은 결국 티베트 불교에 큰 도움이 되었으며, 특히 제5대 달라이 라마의 통치 시기에 그 빛을 발했다.
알탄 칸은 달라이 라마를 만나고 4년 후인 1582년에 세상을 떠났으며, 그의 뒤를 이은 후임자도 불교에 귀의해 달라이 라마의 뜻을 펼치기 위해 노력하였다. 후에 알탄 칸의 증손자는 제4대 달라이 라마의 자리까지 올랐다.
달라이 라마는 몽골과 티베트 곳곳에 불교 사원들을 세워 그의 권력을 공고히 하였다. 그는 나중에 명나라 황제의 초청도 받았지만, 병에 걸려 초청에 응하지 못하고 세상을 떠났다.

## 같이 보기
- 삼낭자
- 알탄칸
- 홀로치

| 전임 게뒨갸초 | 제3대 달라이 라마 1578년 ~ 1588년 | 후임 왼땐갸초 |